# Бонні та Клайд
Бонні Паркер та Клайд Берроу (англ. Bonnie Parker and Clyde Barrow) — відомі американські грабіжники, що діяли за часів Великої депресії. У різний час до складу їхньої банди входили: Бак Берроу (старший брат Клайда), Бланш Берроу (жінка Бака), Реймонд Гамільтон, В. Д. Джонс, Джо Палмер, Ральф Фултс та Генрі Метвін. Члени банди здійснили двадцять пограбувань банків, крім цього вони грабували невеликі магазини та заправні станції. За підрахунками, банда винна у смерті щонайменше дев'яти офіцерів поліції та декількох цивільних. Самі Боні та Клайд були вбиті техаськими рейнджерами та поліцейськими із штату Луїзіана. Їхню історію уславив фільм 1967 року «Боні та Клайд».
Образ, яким пару наділяли в пресі, сильно відрізнявся від їхнього справжнього життя, особливо у випадку з Бонні. Хоч за два роки вона брала участь у більш ніж ста злочинах, Бонні Паркер не була вбивцею, що стріляла з кулемета, якою її зображували в газетах, кінохроніці та бульварних детективах того часу. В. Д. Джонс взагалі не впевнений, що бачив, щоб вона коли-небудь стріляла в офіцерів. Її репутація коханки гангстера, яка димить сигарами, виникла на підставі грайливого знімка, знайденого поліцією в покинутому сховищі банди в місті Джоплін, який був опублікований у пресі. Паркер дійсно багато курила, але не сигари, а сигарети Camel.

## Бонні Паркер

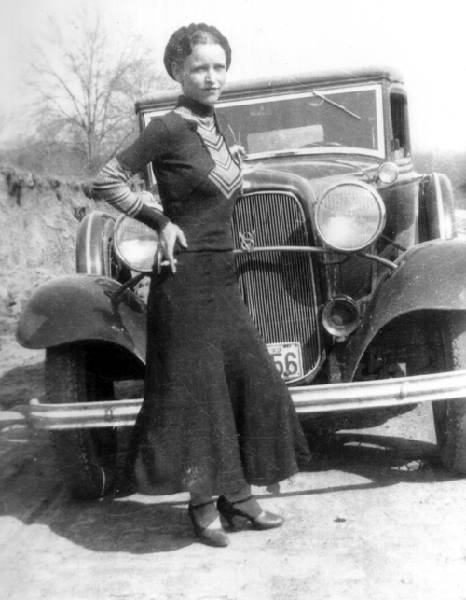
Бонні Паркер

Бонні Елізабет Паркер (1 жовтня 1910 — 23 травня 1934) народилася в Ровені, штат Техас, була середньою із трьох сестер. Її батько, маляр Чарльз Паркер, помер, коли Бонні було чотири роки. Мати, Емма Крауз, переїхала з дітьми в дім своїх батьків у Семент-Сіті, індустріальне передмістя Далласу, де стала працювати швачкою. Прадід Бонні, Франк Круз, був іммігрантом із Німеччини. Незважаючи на те, що сім'я жила в бідності, Бонні була однією з найкращих учениць у школі, з багатою фантазією, схильністю до акторства та імпровізації. Вона любила модно вдягатися. Її здібності до письма пізніше проявилися у віршах, таких як «Історія суїцидальної Сел», «Кінець стежки» (відомий як «Історія Бонні та Клайда»). У 15 років Бонні зустріла Роя Торнтона. Разом вони покинули школу. 25 вересня 1926 року мініатюрна дівчина (при рості 150 см вона важила 44 кг) вийшла за нього заміж. У 1927 році Бонні влаштувалась на роботу офіціанткою в «Кафе Марко» у східному Далласі, але два роки потому у США почалась Велика економічна депресія і кафе закрилось.
Стосунки між подружжям не склалися. Через рік після одруження чоловік став регулярно зникати на довгі періоди і в січні 1929 року вони розійшлися. Незабаром після розриву (офіційного розлучення не було, Бонні до смерті носила обручку) Торнтон потрапив на п'ять років до в'язниці. Коли він дізнався про смерть Бонні, сказав: «Я радий, що вони так повеселились. Це набагато краще, ніж бути спійманим».
В 1929 році, після розпаду свого шлюбу, але ще до зустрічі з Клайдом Берроу, Паркер жила зі матір'ю і працювала офіціанткою в Далласі. Один із постійних клієнтів кафе, поштовий працівник Тед Хінтон, у 1934 році візьме участь у засідці на Бонні та Клайда.

## Клайд Берроу
Клайд Честнат Берроу (24 березня 1909 — 23 травня 1934) народився в окрузі Елліс, Техас, недалеко від Далласу. Він був п'ятим із семи дітей Генрі Безіла Берроу (1874—1957) та К'юмі Т. Вокер (1874—1943). Його сім'я була бідними фермерами. Клайда вперше арештували наприкінці 1926 року, коли він не повернув вчасно орендований автомобіль. Незабаром його разом з братом Марвіном «Баком» Берроу арештували знову, за те, що вони викрали індиків. Незважаючи на те, що в нього була законна робота, у період з 1927 по 1929 рік він займався зламуванням сейфів, грабуванням магазинів та викраданням автомобілів. Після декількох арештів у 1928 та 1929 роках, врешті його було відправлено у в'язницю Істхем у Техасі у квітні 1930-го року. Під час відбування покарання Клайд до смерті забив іншого ув'язненого, який неодноразово ґвалтував його. Це було перше вбивство Клайда.
У 1932 році його було звільнено достроково. З в'язниці він вийшов ще більш загартованим і жорстоким злочинцем. Його сестра Мері говорила: «Мабуть, щось жахливе сталося з ним у в'язниці, тому що він вже ніколи не був колишнім». Ральф Фултс, який відбував покарання в один час з Клайдом, сказав, що на його очах він перетворився з школяра в гримучу змію.

## Перша зустріч
Існує декілька версій того, як Бонні і Клайд вперше зустрілися. Найвірогіднішою є та, згідно з якою Бонні Паркер і Клайд Берроу познайомилися в січні 1932 року в будинку спільної подруги.
Вони відразу ж сподобалися одне одному; більшість істориків вважають, що Бонні приєдналася до Клайда, бо була закохана в нього. Вона залишалася вірним компаньйоном під час його злочинів, хоча і передбачала свою насильницьку смерть, яка, на їх думку, була неминуча.

## Спільні злочини

### 1932 рік: перші грабежі та вбивства
В лютому 1932 року Клайд вийшов із в'язниці і разом з Ральфом Фултсом почав грабувати невеликі магазини та заправки. Їхньою метою було назбирати достатньо грошей та зброї, щоб організувати масову втечу в'язнів з тюрми Істхем. 19 квітня Бонні Паркер та Фултс були заарештовані під час невдалого пограбування магазину побутової техніки. Бонні випустили за кілька місяців, а Фултс покинув банду назавжди. 30 квітня під час чергового пограбування магазину, власник намагався чинити опір злочинцям, за що його вбили пострілом в серце. Після цього випадку банда стає все більш агресивною. 5 серпня, в той час, як Паркер провідувала свою матір, Гамільтон і Клайд, будучи в стані алкогольного сп'яніння, розстріляли шерифа та його помічників в барі в місті Стрінгтаун, Оклахома. Наступне вбивство відбулось 11 жовтня в Шермані, Техас. Жертвою став власник магазину Говард Холл. З магазину банда винесла 28 доларів готівкою і деякі продукти. Пізніше Бонні заявила, що час припиняти грати в ігри, і починати займатись серйозними справами. Після цього почались грабежі, вбивства та викрадання автівок. В результаті Гамільтона було спіймано, йому присудили 60 років в'язниці. «Після арешта Гамільтона Бонні навчилась стріляти, — пише біограф злочинної парочки Джон Шеві, — виявивши справжню пристрасть до вогнепальної зброї. Їхнє авто перетворилось в чудовий арсенал: декілька автоматів, гвинтівок та мисливських рушниць, дюжина револьверів і пістолетів, тисячі патронів. За допомогою Бонні, Клайд оволодіває мистецтвом за лічені секунди вихоплювати гвинтівку зі спеціально вшитої вздовж ноги кишені. Подібна віртуозність розважає пару. Вони виробляють свій власний стиль вбивств. Бонні подобається романтично-героїчна сторона справи. Вона розуміє, що обрала смерть, але для неї це приємніше ніж нудне та одноманітне життя, яким вона жила раніше».
В. Д. Джонс був другом сім'ї Берроу з самого дитинства. Хоча напередодні Різдва 1932 року йому було всього 16 років, він переконав Бонні та Клайда, що переїжджали з Далласа, взяти його з собою. Наступного ж дня, Джонс здійснив своє перше вбивство. Він разом з Клайдом вбили власника авто, яке намагались викрасти. Менш ніж за два тижні, 6 січня 1933 року, Берроу здійснив наступне вбивство. Він застрелив помічника шерифа Малькольма Девіса з графства Таррант, коли Паркер та Джонс потрапили в пастку, організовану для інших злочинців..

### 1933 рік

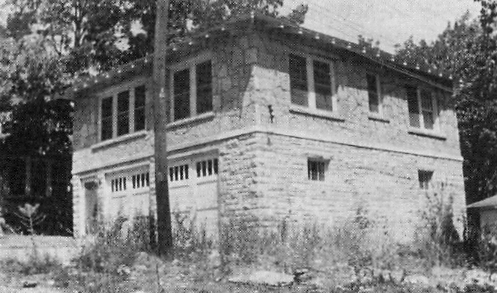
Квартира Бонні та Клайда в Джопліні

22 березня 1933 року Бака Берроу було амністовано з в'язниці. Через деякий час, він та його дружина Бланш оселились разом з Клайдом, Бонні та Джонсом в трикімнатній квартирі над гаражем в місті Джоплін, Міссурі, де наприкінці 1920 року традиційно залягали на дно гангстери. Спочатку Бак та Бланш просто зайшли в гості, щоб запевнити Клайда в необхідності здатись владі. Незабаром компанія привернула увагу місцевої влади — кожного дня вони шуміли, грали в карти та розпивали алкоголь, а одного разу автомат Browning вистрілив прямо в квартирі, коли Клайд чистив його. Вони часто фотографувались. На багатьох знімках Бонні зображена в театральних позах. Судячи з фотографій, пара намагалась виглядати елегантно, копіюючи стиль рекламних знімків. Сусідам також видалось підозрілим, що їхні автомобілі зареєстровані в іншому штаті — Техасі.
Бригадир Дж. Б. Келер запідозрив, що шумна компанія — бутлегери, і вирішив організувати облаву. 13 квітня 1933 року о 4 годині дня дві машини поліції наближаються до квартири Берроу. Клайд і Джонс стоять на ґанку будинку, коли до них під'їжджає перше авто. Моментально вони ховаються в гаражі, зачинивши за собою двері. Друге поліцейське авто загороджує дорогу, блокуючи виїзд з гаража. Клайд та Джонс стріляють. Це сигнал для тих, хто перебуває у квартирі. Вже після перших пострілів поліція зазнає втрат: один поліцейський поранений, інший вбитий. Келер посилає по підкріплення. Під прикриттям автоматних черг Клайда та Бака, Джонс кидається до поліцейської машини, яка все ще перегороджує дорогу. Він намагається зняти машину з ручного гальма, але куля ранить його в голову. Хитаючись, він повертається до будинку. Бак також намагається звільнити проїзд і йому це вдається. Він знімає поліцейську машину з гальм, використовуючи авто як щит виштовхує його на шосе і знову повертається до будинку. Машина злочинців виїжджає з гаража та покидає місце злочину.
При огляді квартири, в якій проживала банда Берроу, було знайдено велику кількість фотографій, а також вірші Бонні. Ці фото стали першими достовірними зображеннями злочинців. Знімки почали розсилати в сусідні штати.

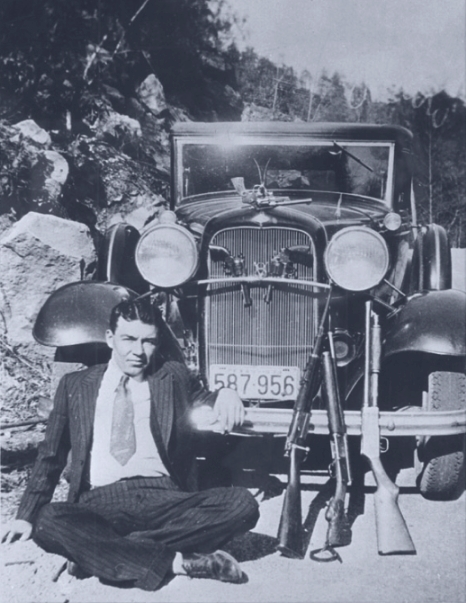
Шістнадцятирічний В. Д. Джонс здійснив два вбивства вже в перші два тижні після того, як приєднався до Клайда Берроу

Протягом наступних трьох місяців банда їхала з Техасу на північ аж до Міннесоти. В травні вони намагались пограбувати банк в Лусерні, Індіана і пограбували банк в Окабені, Міннесота. Перед цим, під час викрадання автомобіля в місті Растон, Луїзіана, вони заразом викрали його власника Ділларда Дербі і Софію Стоун. Це був один з п'яти випадків викрадення, які вони здійснили з 1932 по 1943 роки. Окрім Ділларда і Софії вони викрали: Джо Джонса 14 серпня 1932 року, офіцера Томаса Перселля в січні 1933 року, шерифа Джорджа Коррі та начальника поліції Пола Харді 10 червня 1933 року і Персі Бойда 6 квітня 1934 року. Зазвичай вони відпускали своїх жертв від'їхавши далеко від дому. Інколи давали їм грошей на зворотню дорогу.
Хоча публікації та фотографії в газетах створювали образ красивого та романтичного життя Бонні та Клайда, однак за словами Бланш, вони були у відчаї. В своїй книзі вона писала, що коли вони поїхали з Джопліна, всі її мрії та сподівання було зруйновано. Слава додавала їм проблем. Готелі та ресторани не були прийнятними варіантами. Вони спали в лісі біля вогнища, а мились в холодних річках. Серед двох пар і «п'ятого колеса» Джонса почались сварки. Джонсу було настільки неприємно знаходитись в цій компанії, що він покинув їх на викраденому у Дербі авто. Проте повернувся 8 червня.
10 червня Паркер, Берроу та Джонс потрапили в автомобільну аварію — Клайд не помітив знак про ремонт мосту, і машина вилетіла в рівчак. Бонні отримала опіки третього ступеня на правій нозі. Причина достеменно невідома — або машина загорілась через витік бензину, або на ногу Паркер потрапила кислота з автомобільного акумулятора. Ближче до кінця свого життя Бонні не могла нормально пересуватись — вона або стрибала на здоровій нозі, або її ніс Клайд. Вони отримали першу медичну допомогу в сім'ї місцевих фермерів. Зустрівшись з Баком та Бланш, вони вирушили до Форт-Сміта (Арканзас), де заліковували рани Бонні. Трохи пізніше Клайд вбив міського маршала Генрі Хамфрі в місті Альма (Арканзас). Через це їм знову довелось тікати, незважаючи на плачевний стан Бонні.

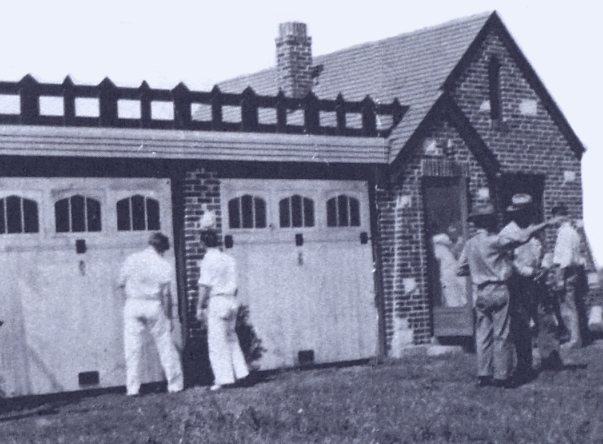
Мотель «Red Crown», куди підозріла поведінка банди привела поліцію, і де отримав поранення в голову Бак Берроу

18 червня 1933 року вони оселились в мотелі «Red Crown» в Арканзасі. Він мав лише два номери, з'єднані гаражами. Банда орендувала обидва. Вони відразу ж притягнули до себе зайву увагу. Власник помітив, що Бланш зареєструвала трьох людей, хоча він бачив п'ятьох, що виходили з машини. Також йому здалось підозрілим, що Клайд заїхав в гараж заднім ходом, «по-гангстерськи», щоб було зручніше тікати. Бланш купляла їжу та випивку на п'ятьох людей. Вона була одягнена в штани, що було незвично для жінок того часу і тих місць. Вікна свого номеру вони заклеїли газетами. Всього цього вистачило, щоб власник розповів про підозрілу компанію капітану Вільяму Бекстеру.
Коли Клайд і Джонс вирушили до найближчого міста за їжею та ліками для Бонні, аптекар зателефонував шерифу Холту Коффі і той поставив спостереження за будиночками. О 23-й годині шериф з групою озброєних офіцерів атакував мотель; злочинцям знову вдалось вислизнути, але Бак отримав поранення в голову, а Бланш практично осліпла від уламків.

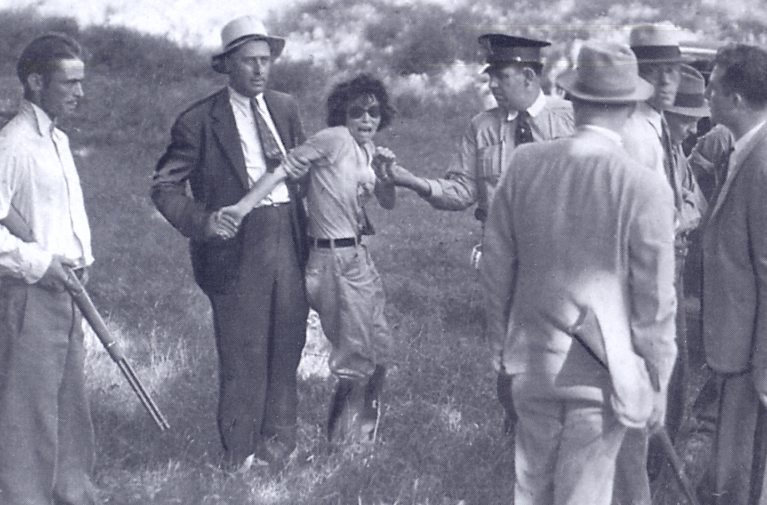
Арешт Бланш

П'ять днів потому банда зупинилась в покинутому парку атракціонів поряд з містом Декстер (Айова). Поранення Бака було настілько важким, що Бонні і Клайд навіть викопали для нього могилу. Місцеві жителі помітили закривавлені бинти і зрозуміли, що відпочиваючі були бандою Берроу. Незабаром вони знову опинились від вогнем в присутності понад ста глядачів. Бонні, Клайд і Джонс втекли. Бак отримав ще одне поранення, цього разу в спину, і його з дружиною арештували. Бак помер через п'ять днів в лікарні у зв'язку з ускладненнями після операції.
Наступні шість тижнів Паркер, Берроу і Джонс провели далеко від звичних для себе місць і старались не виділятись, намагаючись вчиняти тільки дрібні грабежі, щоб добути грошей на повсякденні потреби. 20 серпня вони пограбували магазин боєприпасів в Платтвіллі (Іллінойс). Завдяки цьому їхній арсенал поповнився автоматами Браунінга, пістолетами і великою кількістю патронів.
На початку вересня вони ризикнули повернулись в Даллас, щоб побачитись з родиною, а опісля заїхали в Х'юстон, куди переїхала мати Джонса. Там його арештували.
22 листопада Паркер і Берроу знову ледве не були заарештовані в покинутому місті Соуерс в Техасі, намагаючись побачитись з сім'єю. Шериф Далласа Смут Шмід і двоє його підлеглих влаштували на них засідку. Клайд відчув пастку і проїхав повз авто, в якому сиділа його родина. Тоді шериф і його помічники відкрили вогонь. Члени сім'ї не постраждали. Бонні та Клайд втекли з міста тієї ж ночі.

### 1934 рік
16 січня 1934 року Клайд нарешті втілив давно задуманий план нальоту на в'язницю Істхем. Внаслідок цього звідти втекли Реймонд Гамільтон, Генрі Метвін і низка інших злочинців. Громадськість була обурена, техаська пенітенціарна система отримала багато критики на свою адресу. Клайд врешті виконав те, що Філліпс називав пристрастю всього його життя: він помстився техаському Управлінню виправних закладів.
Під час втечі з в'язниці Джо Палмер вистрелив в офіцера Джо Кроусона. Цей випадок змусив Техас і федеральні органи влади кинути всі сили на вистежування Бонні і Клайда.

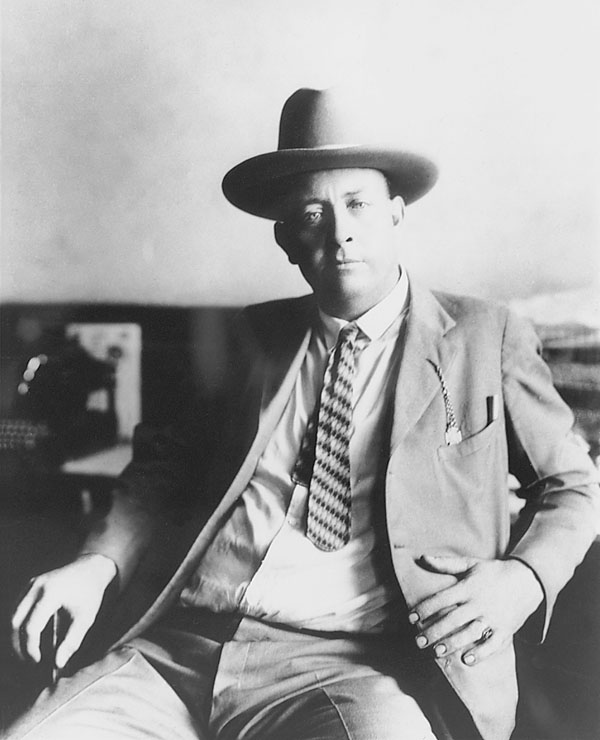
Френк А. Хеймер

Для затримання Бонні і Клайда було найнято колишнього техаського рейнджера капітана Френка А. Хеймера. Високий, міцно складений, потайний і небалакучий, він завжди «беззаперечно підкорявся закону або тому, що він вважав законом». Протягом двадцяти років він викликав страх і захоплення у всього штату самотньої зірки. Він заслужив свою репутацію, провівши декілька видовищних арештів і застреливши багато техаських злочинців. Йому приписують 53 вбивства; сам він був поранений 17 разів.
З 10 лютого він став тінню Бонні і Клайда. 1 квітня 1934 року Берроу і Метвін вбили на шосе двох патрульних Х. Д. Мерфі та Едварда Браянта Вілера. Цей випадок широко освітлювався в газетах. Правда, тоді вони помилково писали, що Мерфі вбила Бонні, зокрема, через те, що на місці злочину ніби-то було знайдено недопалок сигари з відмітинами крихітних зубів, які могли належати лише Бонні. Начальник патруля Л. Г. Ферс призначив нагороду в 1000 $ за трупи вбивць; не за їх затримання, а лише за трупи.
Ворожий настрій громадськості виріс після того, як через 5 днів Берроу і Метвін вбили 60-річного констебля і батька-одинака Вільяма «Кела» Кемпбелла неподалік від Коммерса (Оклахома). Тоді ж вони викрали начальника поліції Коммерса Персі Бойда, перетнули з ним кордон Канзасу, а потім випустили його в чистій сорочці, з декількома доларами і проханням Бонні розповісти світу, що вона не курить сигари.

## Смерть

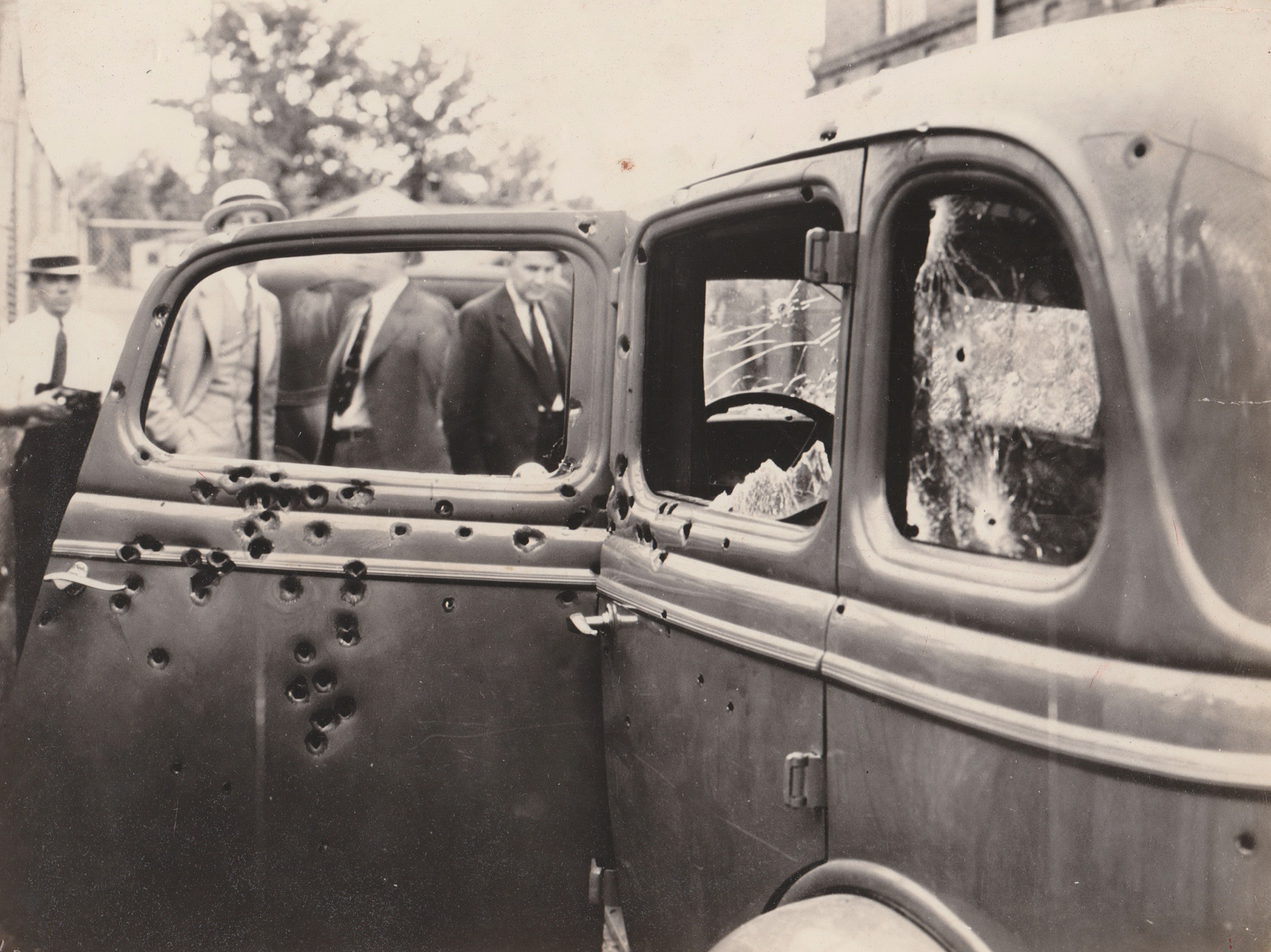
Машина Бонні та Клайда. Стрілянина була настільки гучною, що загін Хеймера весь день страждав від тимчасової глухоти. Сам автомобіль отримав 167 отворів від куль, шансів вижити у Бонні та Клайда не було.

Берроу і Паркер потрапили в засідку і були вбиті 23 травня 1934 року на сільській дорозі в Б'єнвіллі (Луїзіана). Їхній «Ford V8» розстріляв із засідки загін з чотирьох техаських рейнджерів (Френк Хеймер, Б. М. «Менні» Голт, Боб Олкорн і Тед Хінтон) і двох луїзіанських офіцерів (Хендерсон Джордан і Прентісс Морл Оклі). 167 куль прошили машину, з них понад 110 влучили в бандитів: у Бонні — близько 60, в Клайда — близько 50.
Хеймер зміг вистежити злочинців, вивчивши їх переміщення. Вони постійно перетинали кордон п'яти штатів Середнього Заходу, користуючись тим, що офіцери одного штату не мали юрисдикції в іншому, а ФБР ще не було таке впливове, як тепер. Берроу був майстром цієї техніки, однак, на відміну від Джона Діллінджера, який був активним по всій території Середнього Заходу, Клайд був більш послідовним у своїх переміщеннях, так що такий досвідчений мисливець, як Хеймер, зміг визначити їх потенційний маршрут.
Пізніше Тед Хінтон скаже журналістам: «Шкода, що я вбив дівчину. Вона мені так подобалась. У нас навіть роман був. Але він з самого початку був приречений на сумний кінець».

## Похорон

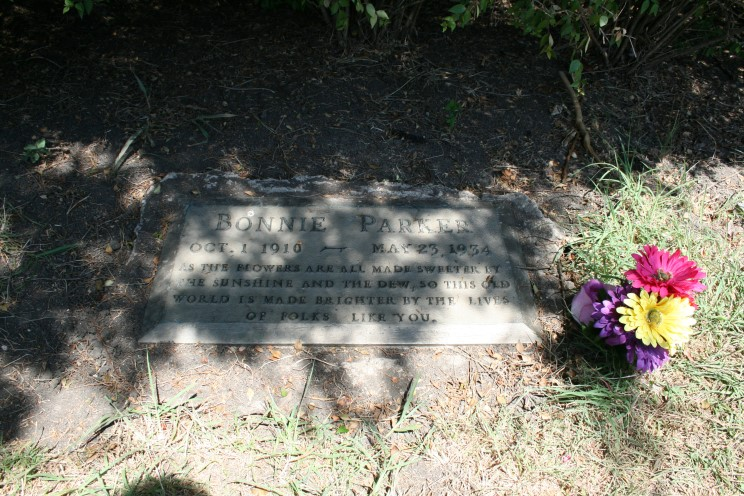
Могила Бонні

Бонні і Клайд хотіли бути поховані разом, але сім'я Бонні не дозволила цьому статись. Спочатку Бонні було поховано на кладовищі Фіштрап в Далласі, але в 1945 році її перенесли в Меморіальний парк Краун-Хілл. Понад п'ятдесят тисяч людей були присутні на похороні Бонні. На її могилі зберігся напис, залишений її матір'ю:

Як від роси і в сяянні сонця тільки прекрасніше квіти, так і світ цей, старий світ, яскравіший — променями таких, як ти.
Оригінальний текст (англ.)
As the flowers are all made sweeter by the sunshine and the dew, so this old world is made brighter by the lives of folks like you.

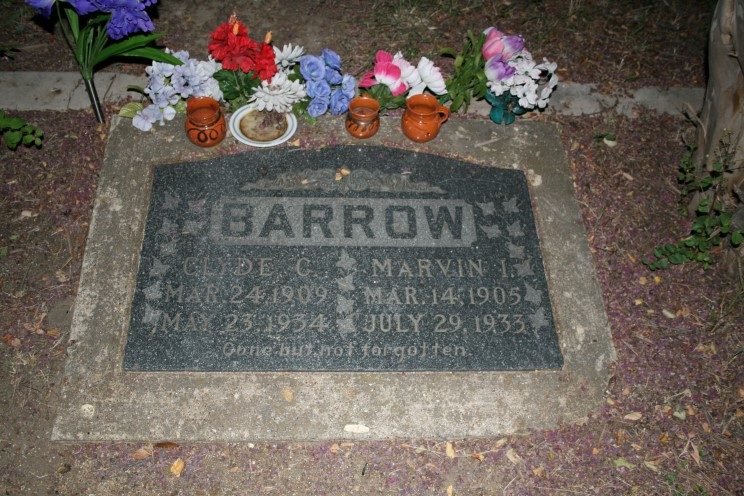
Могила Клайда і Бака

Клайда було поховано на кладовищі Вестерн-Хейтс в Далласі поряд зі своїм братом Марвіном.
Виплати за страхуванням Бонні та Клайда були виплачені в повному обсязі. З того часу політика виплат змінилась: їх більше не виплачували, якщо застрахована особа загинула внаслідок вчиненого нею злочину.

## Подальша доля учасників подій
Відразу після обстрілу машини Бонні та Клайда загін почав досліджувати їхні речі; з них Хеймер присвоїв собі значний арсенал краденої зброї та амуніції і коробку рибальських снастей. Олкорн забрав саксофон Клайда, але пізніше, засоромившись, повернув його сім'ї Берроу. Інші особисті речі, такі як одяг Бонні, також були винесені з місця смерті, і коли сім'я Паркерів попросила їх назад, їм було відмовлено. Пізніше ці речі були продані як сувеніри. За чутками, валізу, набиту готівкою, що знаходилась в машині, присвоїв шериф Джордан. Також він намагався залишити собі саме авто, але його власниця Рут Уоррен подала до суду. За рішенням суду Джордан повернув машину місіс Уоррен.
В лютому 1935 року двадцять людей, члени сім'ї та друзі Бонні і Клайда, були заарештовані за звинуваченням в переховуванні та наданні допомоги злочинцям. Усі двадцять були визнані винними. Матері обох за вироком суду провели 30 днів у в'язниці; інших було засуджено від години арешту для сестри-підлітка Клайда Мері Берроу до двох років ув'язнення для брата Реймонда Гамільтона Флойда. Серед інших обвинувачених були Бланш Берроу, В. Д. Джонс, Генрі Метвін і сестра Бонні Біллі.

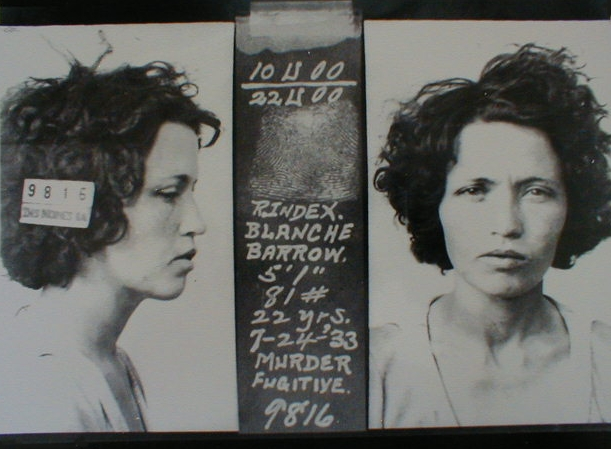
Бланш провела кінець 30-х років у в'язниці. Коли її заарештували, вона важила лише 37 кг

Бланш Берроу внаслідок поранення уламками осліпла на ліве око. Після її арешту в парку Дексфілд її засудили до десяти років позбавлення волі, але її було звільнено за хорошу поведінку в 1939 році. Вона залишила своє злочинне минуле і повернулась до Далласу, де доглядала за своїм батьком-інвалідом. В 1940 році вона вийшла заміж за Едді Фрейзера; також вона працювала диспетчером таксі і косметологом. Вони дружно жили з чоловіком до його смерті в 1969 році. Вона померла в 1988 році у віці 77 років.
Реймонда Гамільтона і Джо Палмера було спіймано і звинувачено в убивстві. Їх стратили на електричному стільці в один день: 10 травня 1935 року.
В. Д. Джонс спочатку знайшов роботу в Х'юстоні, але невдовзі його було знайдено та заарештовано. Він дав показання, що пролили світло на сексуальне життя банди. Це викликало хвилю чуток про невизначену орієнтацію Клайда. Джонса звинуватили в убивстві Дойла Джонсона і присудили 15 років позбавлення волі. Його було вбито в 1974 році Джорджем Артуром Джонсом, ревнивим хлопцем жінки, якій він намагався допомогти. Пізніше Джордж Джонс покінчив з собою з того ж дробовика, з якого застрелив В. Д. Джонса.
Генрі Метвіну висунули звинувачення в убивстві констебля Кемпбелла в Коммерсі. Його було дострокового звільнено в 1942 році. В 1948 році він загинув під потягом. Як вважається, він, перебуваючи в стані алкогольного сп'яніння, заснув на рейках.
Чоловіка Бонні Паркер Роя Торнтона було вбито охоронцями під час спроби втечі з в'язниці Істхем в 1937 році.